# Miholjsko
 Miholjsko  falu Horvátországban, Károlyváros megyében. Közigazgatásilag Vojnićhoz tartozik.

## Fekvése
Károlyvárostól 28 km-re délkeletre, községközpontjától 7 km-re délre a Kordun területén, a Petrova gora nyugati lábánál fekszik.

## Története
1857-ben 513, 1910-ben 561 lakosa volt. Trianonig Modrus-Fiume vármegye Vojnići járásához tartozott. 2011-ben a falunak 82 lakosa volt.

## Lakosság
| Lakosság változása | Lakosság változása | Lakosság változása | Lakosság változása | Lakosság változása | Lakosság változása | Lakosság változása | Lakosság változása | Lakosság változása | Lakosság változása | Lakosság változása | Lakosság változása | Lakosság változása | Lakosság változása | Lakosság változása | Lakosság változása |
| ------------------ | ------------------ | ------------------ | ------------------ | ------------------ | ------------------ | ------------------ | ------------------ | ------------------ | ------------------ | ------------------ | ------------------ | ------------------ | ------------------ | ------------------ | ------------------ |
| 1857               | 1869               | 1880               | 1890               | 1900               | 1910               | 1921               | 1931               | 1948               | 1953               | 1961               | 1971               | 1981               | 1991               | 2001               | 2011               |
| 513                | 572                | 559                | 555                | 588                | 561                | 576                | 691                | 427                | 505                | 467                | 396                | 363                | 298                | 92                 | 82                 |